# Persone di nome Gonzalo
| Questa pagina contiene informazioni ricavate automaticamente dalle voci biografiche con l'ausilio del template Bio e di un bot. L'aggiornamento è periodico e automatico e ricostruisce completamente la pagina. Se manca una persona in questa lista, sei pregato di non aggiungerla, ma accertati piuttosto che la sua voce biografica contenga il template Bio e che i dati anagrafici siano correttamente compilati. Se il template Bio manca, inseriscilo tu stesso o, in alternativa, metti l'avviso {{tmp\|Bio}} che ne segnala la mancanza. Se i dati riportati sono sbagliati, correggi direttamente la voce biografica; le modifiche saranno visibili in questa lista entro pochi giorni. Per chiarimenti vedi il progetto antroponimi. La lista contiene solo le 186 persone che sono citate nell'enciclopedia e per le quali è stato implementato correttamente il template Bio. Pagina aggiornata al 16 ott 2024. |

Questa è una lista di persone presenti nell'enciclopedia che hanno il prenome Gonzalo, suddivise per attività principale.

## Allenatori di calcio(4)
- Gonzalo Arconada, allenatore di calcio spagnolo (San Sebastián, n. 1961)
- Gonzalo de los Santos, allenatore di calcio e ex calciatore uruguaiano (Salto, n. 1976)
- Gonzalo García García, allenatore di calcio e ex calciatore uruguaiano (Montevideo, n. 1983)
- Gonzalo Pineda, allenatore di calcio e ex calciatore messicano (Città del Messico, n. 1982)

## Allenatori di tennis(1)
- Gonzalo López Fabero, allenatore di tennis e ex tennista spagnolo (Barcellona, n. 1970)

## Arcivescovi cattolici(1)
- Gonzalo de Villa y Vásquez, arcivescovo cattolico spagnolo (Madrid, n. 1954)

## Artisti(1)
- Gonzalo Borondo, artista spagnolo (Valladolid, n. 1989)

## Attori(4)
- Gonzalo Menendez, attore statunitense (Miami, n. 1971)
- Gonzalo Ramos, attore spagnolo (Madrid, n. 1989)
- Gonzalo Trujillo, attore spagnolo (Siviglia, n. 1979)
- Gonzalo Vega, attore messicano (Città del Messico, n. 1946 - Città del Messico, † 2016)

## Avvocati(1)
- Gonzalo Güell, avvocato, politico e diplomatico cubano (L'Avana, n. 1895 - Coral Gables, † 1985)

## Cantautori(1)
- Gonzalo Hermida, cantautore spagnolo (Cadice, n. 1995)

## Cardinali(1)
- Gonzalo Pérez Gudiel, cardinale e giurista spagnolo (Toledo, n. 1238 - Roma, † 1299)

## Cestisti(7)
- Gonzalo Aparicio, cestista ecuadoriano (n. 1918 - Guayaquil, † 1975)
- Gonzalo Caneiro, ex cestista uruguaiano (Montevideo, n. 1971)
- Lalo García, cestista e dirigente sportivo spagnolo (Valladolid, n. 1971 - Valladolid, † 2015)
- Gonzalo Iglesias, cestista uruguaiano (Montevideo, n. 1993)
- Gonzalo Martínez Martínez, ex cestista spagnolo (Madrid, n. 1974)
- Gonzalo Ortiz, ex cestista panamense (n. 1975)
- Gonzalo Sagi-Vela, ex cestista spagnolo (Madrid, n. 1950)

## Ciclisti su strada(5)
- Gonzalo Aja, ex ciclista su strada spagnolo (Matienzo, n. 1946)
- Gonzalo Bayarri, ex ciclista su strada spagnolo (Puçol, n. 1976)
- Gonzalo Najar, ciclista su strada argentino (n. 1993)
- Gonzalo Rabuñal, ex ciclista su strada spagnolo (Arteixo, n. 1984)
- Gonzalo Serrano, ciclista su strada spagnolo (Madrid, n. 1994)

## Condottieri(1)
- Gonzalo Piña Lidueña, condottiero spagnolo (Gibilterra, n. 1545 - Caracas, † 1600)

## Criminali(1)
- Gonzalo Inzunza Inzunza, criminale messicano (Culiacán, n. 1971 - Puerto Peñasco, † 2013)

## Dirigenti sportivi(1)
- Gonzalo Puyat, dirigente sportivo filippino (Dipolog, n. 1933 - Makati, † 2013)

## Esploratori(4)
- Gonzalo López de Haro, esploratore spagnolo (Puebla, † 1823)
- Gonzalo de Mendoza, esploratore spagnolo (Baeza - Asunción, † 1558)
- Gonzalo Jiménez de Quesada, esploratore spagnolo (Granada, n. 1509 - Mariquita, † 1579)
- Gonzalo de Sandoval, esploratore spagnolo (Medellín, n. 1497 - Palos de la Frontera, † 1528)

## Generali(4)
- Gonzalo Fernández de Córdoba, generale e politico spagnolo (Montilla, n. 1453 - Granada, † 1515)
- Gonzalo II Fernández de Córdoba, generale spagnolo (Cartagena, n. 1520 - Madrid, † 1578)
- Gonzalo Fernández de Córdoba, generale e duca spagnolo (Cabra, n. 1585 - Montalbán, † 1635)
- Gonzalo Queipo de Llano, generale spagnolo (Tordesillas, n. 1875 - Siviglia, † 1951)

## Giocatori di calcio a 5(2)
- Gonzalo Abdala, giocatore di calcio a 5 argentino (Buenos Aires, n. 1990)
- Gonzalo Pires, giocatore di calcio a 5 argentino (Mendoza, n. 1994)

## Giuristi(1)
- Gonzalo di Villadiego, giurista e religioso spagnolo (Villadiego, n. 1438 - Roma)

## Hockeisti su pista(1)
- Gonzalo Romero, hockeista su pista argentino (Mendoza, n. 1992)

## Hockeisti su prato(1)
- Gonzalo Peillat, hockeista su prato argentino (Buenos Aires, n. 1992)

## Imprenditori(1)
- Gonzalo García Pelayo, imprenditore spagnolo (Madrid, n. 1947)

## Militari(2)
- Gonzalo Menéndez, conte di Portogallo, militare spagnolo († 997)
- Gonzalo Pizarro, militare spagnolo (Trujillo - Cusco, † 1548)

## Navigatori(1)
- Gonzalo Guerrero, marinaio spagnolo (Palos de la Frontera, n. 1470 - Honduras, † 1536)

## Pallamanisti(1)
- Gonzalo Pérez de Vargas, pallamanista spagnolo (Toledo, n. 1991)

## Pallanuotisti(3)
- Gonzalo Echenique, pallanuotista argentino (Rosario, n. 1990)
- Gonzalo Jiménez, pallanuotista spagnolo (Barcellona, n. 1902 - Barcellona, † 1992)
- Gonzalo López-Escribano, pallanuotista spagnolo (Madrid, n. 1989)

## Pallavolisti(1)
- Gonzalo Quiroga, pallavolista argentino (San Juan, n. 1993)

## Pianisti(2)
- Gonzalo Curiel, pianista e compositore messicano (Guadalajara, n. 1904 - Città del Messico, † 1958)
- Gonzalo Rubalcaba, pianista, percussionista e compositore cubano (L'Avana, n. 1963)

## Piloti automobilistici(1)
- Gonzalo Rodríguez, pilota automobilistico uruguaiano (Montevideo, n. 1971 - Laguna Seca, † 1999)

## Pittori(2)
- Gonzalo Chillida, pittore spagnolo (San Sebastián, n. 1926 - San Sebastián, † 2008)
- Gonzalo Pérez, pittore spagnolo († 1451)

## Poeti(2)
- Gonzalo de Berceo, poeta e scrittore spagnolo (Berceo)
- Gonzalo Rojas, poeta cileno (Lebu, n. 1916 - Santiago del Cile, † 2011)

## Politici(5)
- Gonzalo Capellán, politico e insegnante spagnolo (Haro, n. 1972)
- Gonzalo Chacón, politico e storico spagnolo (Ocaña, n. 1429 - Ocaña, † 1507)
- Gonzalo Córdova, politico ecuadoriano (Guayaquil, n. 1863 - † 1928)
- Gonzalo Pérez, politico spagnolo (Segovia, n. 1500 - Madrid, † 1566)
- Gonzalo Sánchez de Lozada, politico, economista e imprenditore boliviano (La Paz, n. 1930)

## Presbiteri(1)
- Gonzalo Aemilius, presbitero e teologo uruguaiano (Montevideo, n. 1979)

## Produttori discografici(1)
- Bizarrap, produttore discografico e disc jockey argentino (Ramos Mejía, n. 1998)

## Registi(2)
- Gonzalo López-Gallego, regista, sceneggiatore e montatore spagnolo (Madrid, n. 1973)
- Gonzalo Suárez, regista e sceneggiatore spagnolo (Oviedo, n. 1934)

## Rugbisti a 15(6)
- Gonzalo Camardón, ex rugbista a 15 e allenatore di rugby a 15 argentino (Buenos Aires, n. 1970)
- Gonzalo Canale, ex rugbista a 15 italiano (Córdoba, n. 1982)
- Gonzalo García, rugbista a 15 argentino (Mendoza, n. 1984)
- Gonzalo Longo, ex rugbista a 15 e allenatore di rugby a 15 argentino (Buenos Aires, n. 1974)
- Gonzalo Padró, ex rugbista a 15 argentino (San Miguel de Tucumán, n. 1983)
- Gonzalo Tiesi, ex rugbista a 15 argentino (Buenos Aires, n. 1985)

## Scrittori(1)
- Gonzalo Torrente Ballester, scrittore spagnolo (Ferrol, n. 1910 - Salamanca, † 1999)

## Sovrani(1)
- Gonzalo di Ribagorza, sovrano spagnolo (Monclus, † 1045)

## Storici(2)
- Gonzalo Argote de Molina, storico spagnolo (Siviglia, n. 1548 - Las Palmas, † 1596)
- Gonzalo Fernández de Oviedo y Valdés, storico e naturalista spagnolo (Madrid, n. 1476 - Valladolid, † 1557)

## Tennisti(1)
- Gonzalo Escobar, tennista ecuadoriano (Manta, n. 1989)

## Vescovi cattolici(4)
- Gonzalo Duarte García de Cortázar, vescovo cattolico cileno (Valparaíso, n. 1942)
- Gonzalo Galván Castillo, vescovo cattolico messicano (León, n. 1951 - León, † 2020)
- Gonzalo Alfredo Ontiveros Vivas, vescovo cattolico venezuelano (El Valle Capacho, n. 1968)
- Gonzalo de Rueda, vescovo cattolico spagnolo († 1651)

## Senza attività specificata(6)
- Gonzalo Fernández de Burgos, conte
- Gonzalo García, ex ballerino spagnolo (Saragozza, n. 1980)
- Gonzalo Quesada, allenatore di rugby a 15 e ex rugbista a 15 argentino (Buenos Aires, n. 1974)
- Gonzalo Téllez, conte
- Gonzalo di Borbone-Dampierre, duca (Roma, n. 1937 - Losanna, † 2000)
- Gonzalo di Borbone-Spagna,  spagnolo (Madrid, n. 1914 - Pörtschach am Wörther See, † 1934)